# 오보르니키군

비엘코폴스카주 지도에 표시된 오보르니키군의 위치

오보르니키군(폴란드어: powiat obornicki)은 폴란드 비엘코폴스카주에 위치한 군으로 군청 소재지는 오보르니키이며 면적은 712.65km2, 인구는 55,976명(2006년 기준), 인구 밀도는 79명/km2이다.
북쪽으로는 차른쿠프트슈치안카군, 호지에시군, 동쪽으로는 봉그로비에츠군, 남쪽으로는 포즈난군, 서쪽으로는 샤모투위군과 접한다. 3개 지방 자치체(2개 도시형 농촌, 1개 농촌)를 관할한다.

군기
군 문장